# محمد أحمد صبيحي
محمد الصبيحي (1938)، مذيع وإعلامي سعودي، وهو أول مذيع يفتتح البث في محطة تلفزيون جدة،  ويُعد من الإعلاميين البارزين في كلًا من الإعلام المسموع والمرئي في السعودية، وأحد مؤسسي الإعلام السعودي،  ومستشارًا في منظمة اتحاد الإذاعات الإسلامية، والأمين العام السابق للمنظمة،  وهو الملحق الإعلامي السعودي في بريطانيا سابقًا، وأول مدير عام لإذاعة أم بي سي إبان نشأتها في لندن،  والمدير العام السابق لتلفزيون جدة.

## مسيرة حياته
ولد محمد أحمد محمد صبيحي في مكة المكرمة 1358 (1938) بين إخوة أشقاء هم بالترتيب محمود «:رحمه الله»، عبد القادر، حسن محمد أحمد صبيحي، عمر (رجل أعمال)، عبد الستار (ممثل وإذاعي)، إسماعيل (مدرس)، إلى جانب أربع شقيقات.
وعن هذا يقول الدكتور صبيحي: «أذكر أنه كل ما سأل أحدهم الوالد عن أولاده، ونظرا لكثرتنا، وخوفا من العين كان لا يعطيه الإجابة السليمة، كذلك عندما يكون الحديث عن أعمارنا..».
وللدكتور الصبيحي من الأبناء دكاترة ثلاثة هم: المهندس ممدوح مساعد رئيس كلية تصاميم البيئة في جامعة الملك عبد العزيز، ومائسة أستاذة الأدب الإنجليزي في جامعة الملك عبد العزيز في جدة، ومروج (تحضر الدراسات العليا في مونتريال كندا وحاصلة على «اميريكان بورد» وهي طبيبة أطفال).
درس الصبيحي في السعودية الابتدائية في مكة المكرمة، حيث زامل أحمد الحمدان الذي يعتبره أعز وأحب زملائه وحمود المشوح وأحمد العمراني، ويعتز بتدريسه على أيد اساتذة كبار منهم يحيى العظمة والشريف طاهر الإدريسي والشيخ سعيد خفاجي وإسماعيل تميمي والاستاذ المنديلي ثم درس في مدرسة تحضير البعثات في الخمسينيات الميلادية عندما كان مديرها جميل خراز، وزامل فيها إبراهيم وأمين موسى وبشير دهلوي «شقيق سعود دهلوي» ومحمد علي. ويقول ممن سبقه في تحضير البعثات وتزامل معهم فيما بعد نبيه الأنصاري وحسين سجيني والدكتور زهير السباعي وعبد الوهاب عطار وحسين لمفون والشريف حسين الحارثي رجل الأعمال حاليا وأحد أشقائه وأحد أبناء البوقري. ثم حصل على البكالوريوس من جامعة الملك سعود في الرياض كلية الآداب قسم التأريخ 1392 (1972).
ابتعث في العام 1396 إلى الولايات المتحدة الأمريكية للدراسات العليا وحصل على الماجستير من جامعة جنوب كاليفورنيا، ثم الدكتوراه من الجامعة نفسها 1402 (1982) بعنوان «استخدام التلفزيون لتلبية الاحتياجات الاجتماعية في المملكة العربية السعودية»، وهي دراسة تأريخية تحليلية هدفت إلى تحقيق الاستفادة القصوى من هذا الجهاز. وهو ليس بعيدا عن هذا الاختصاص، طرح كتابا عن «التلفزيون السعودي ومراحل تطوره» كانت طبعته الأولى في عام 1987، ثم أصدر طبعة جديدة عنه في العام 1995 تحت اسم «التلفزيون السعودي.. النشأة والتطور»، حيث أضاف إليه مباحث جديدة كما أصدرت له اثنينية عبد المقصود خوجة كتابه «لقاء في عكاظ لندن» وهو عبارة عن مشواره الإعلامي والدبلوماسي في لندن.
- عمل موظفا بوزارة المواصلات، البرق والبريد والهاتف حاليا.
ـ انتقل إلى وزارة الدفاع والطيران (وزارة الدفاع حاليا) وعمل موظفا مدنيا بسلاح الطيران آنذاك، القوات الجوية حاليا.
ـ التحق بعد ذلك بوزارة الإعلام.. مذيعا في إذاعة المملكة العربية السعودية، ثم رفع بعد ذلك إلى عدة مناصب بالإذاعة والتلفزيون، وكان آخر وظيفة شغلها قبل الابتعاث، مديرا لتلفزيون جدة.
ـ في عام 1392هـ حصل على شهادة البكالوريوس من جامعة الملك سعود بالرياض، كلية الآداب قسم تاريخ.
ـ ابتعث إلى الولايات المتحدة الأمريكية للدراسات العليا.
ـ حصل على شهادة الماجستير من جامعة جنوب كاليفورنيا عام 1399هـ.
ـ نال شهادة الدكتوراه من نفس الجامعة عام 1402هـ وكانت رسالته هي.. استخدام التلفزيون لتلبية الاحتياجات الاجتماعية في المملكة العربية السعودية.. دراسة تاريخية تحليلية تهدف إلى تحقيق الاستفادة القصوى من هذا الجهاز.
ـ عهد إليه بوضع الدراسة لإنشاء القناة الثانية بالتلفزيون السعودي.
ـ عين مديرا عاما للتلفزيون.. القناة الثانية.
ـ عين مشرفا عاما للتلفزيون في المنطقة الغربية.
ـ عمل مديرا عاما للشئون الإدارية في شركة الكهرباء.
ـ عمل ملحقا إعلاميا في بريطانيا حتى عام 1998م.

## الحياة العملية
تعرفنا عليه كمذيع في الإذاعة والتلفزيون منذ ستينيات القرن الميلادي الماضي، لكن كثيرين لا يعرفون أن مستهل حياة صبيحي العملية كانت كما يحكي هو: «لحياتي العملية قصة بل لنا جميعا كأسرة أنا وإخوتي.. فنحن أهالي مكة كنا نقضي صيفنا في الطائف وتحديدا في «اليمانية»، وتعودنا ونحن صبية أن نعمل في فترة الإجازة الصيفية أي عمل يدخل لأهالينا اعدهم على تحمل نفقاتنا، وكنت وإخوتي نعمل مساعدي عمال بناء، وكانت البيوت تبنى بمادة «اللبن» إذ إن المسلح كان وجوده أندر من نادر، ومن أشهر البيوت التي عملنا في إنشائها عمال بناء تحت إدارة الشاويش ــ وهذا الشاويش كان كبير العمال الذي يعني اليوم المقاول ــ «بيت إسماعيل» وهو بيت مشهور في اليمانية، يقع أمام مستشفى الملك فيصل، وبني باللبن على ثلاثة أدوار.. تخيل (3) أدوار بدون تسليح، ولهذا العمل قصة، حيث ذهبت مع شقيقي عبد العزيز وحسن للشاويش حيث عمل أخوايا ورفضني المسؤول لصغر سني «كان ذلك في الأربعينيات الميلادية»، وعدت لأمي أبكي لأنه لم يجعلني أعمل، بينما قبل عبد العزيز وحسن. وفي يوم من أيام إنشاء بيت إسماعيل سمعنا جلبة، وركضا للناس تجاه البيت الذي انهدمت أدواره العليا على العمال فيه، وركضت كل الأسر بما فيها نحن، ولم نكن نعلم أن أخي الأكبر عبد العزيز من بين الضحايا، بينما حسن استطاع الخروج والنجاة بنفسه.. وكثيرون ماتوا يومها لصعوبة مهمة الإنقاذ، وعدم توافر وسائله.. وكان الراحل شابا فطنا وذكيا وطائعا وشعلة من الحيوية يحبه والدنا كثيرا. أخذني والدي بعد عودتنا إلى مكة إلى المدرسة، وكنت لم أبلغ بعد السادسة، وطلب من المدير أن تكون هناك عملية «إحلال»، أن أدرس مكان أخي رحمه الله، وكان أن بدأت حياتي الدراسية».

## بريد جدة
ويستطرد الصبيحي عن الحياة العملية قائلا: «أول عمل لي بعد التخرج كان في بريد جدة التابع لوزارة المواصلات، حيث كنت أدرس في الثانوية ثم أواصل دراسة اللغة الإنجليزية في مدرسة لغات، ثم أذهب إلى معهد لتعلم الآلة الكاتبة.. كل هذا بعد قضاء يوم عمل في البريد لأعود إلى البيت منهكا لأبدأ يوما جديدا وهلم جرا. ثم وجدت أن كثيرا من الشباب اتجهوا إلى العمل في سلاح الطيران الذي كان يحتاج شبانا سعوديين في شتى قطاعاته، وكانت رغبتي الأولى أن أكون طيارا إلا أن رفض الوالدة جعلني أعمل في الإدارة المالية في سلاح الطيران، وللمصادفات الجميلة كان يعمل معي يومها بل كنت أعمل معه الإعلامي والشاعر الراحل صالح جلال رحمه الله، وعبد الرحمن يغمور ومعتوق شلبي والسفير أسعد أبو النصر.. كنا شبانا صغارا في تلك المرحلة من حياتنا العملية»..

## إعلام وأدب
كان دخول الدكتور الصبيحي الحياة الإعلامية، كما يقول مجرد حب لها وللكتابة الأدبية في بادئ الأمر، وهنا يقول: «كان صالح جلال يذهب إلى الإذاعة بعد دوامنا ليتابع عمله فيها، فعرضت عليه يوما أن يأخذ عملا كتابيا لي ليقدمه في الإذاعة، وكان عبارة عن مشاركة لي بكتابة حلقة «تمثيلية» للبرنامج الإذاعي الشهير وقتها «دنيا»، الذي يشارك في تمثيله عبد الرحمن يغمور ومحمد علي يغمور وفؤاد يغمور، حتى أنني من الغيرة كنت أسميه برنامج «اليغامرة»، ومن أسباب الغيرة أيضا أن كتبت هذه الحلقة»..
يروي صبيحي: «أخذ صالح جلال الحلقة المكتوبة إلى الأستاذ الراحل عباس فائق غزاوي الذي أعجب بفحواها وفكرتها المنصبة حول الوفاء والصداقة، وطلب من جلال أن أزور الإذاعة والتقي به، حيث كتبنا السيناريو للقصة، وطلب مني أن أقدم بصوتي إحدى فقرات الحلقة ومن هنا أحب المستمعون التعرف على هذا الصوت «لا تستغرب الأمر... الإذاعة كانت كل شيء والكل مرتبط بها».. ويومها كانت الإذاعة بحاجة لمذيعين متعاونين على بند المكافآت، فعملت فيها محققا بعض أمنياتي إلى أن انتهى العمل بهذا البند، وطلبوا منا نحن المتعاونين أن نتوقف إلى أن فتح باب التعيين. وقال لي الغزاوي: قريبا سيفتح باب التعيين، فتقدم للعمل متفرغا. وبالفعل قبلوني، وكانت لجنة إجازتي مكونة من سبع شخصيات هم: عباس فائق غزاوي ورشيد علامة وجمال عباس وعبد الله الحصين وإبراهيم شعث والمخرج محمد غنيم، ولا أتذكر السابع. وقدمت في بداية حياتي العملية أيضا سبعة برامج كان منها: «أقوال الرسول» عليه الصلاة والسلام، و«ما يطلبه المستمعون»، و«أفراح الشعب» و«فكر واربح» و«قصة الأسبوع»، و«مسرح الإذاعة»..

## حكاية مسرح
حكاية صبيحي مع الإذاعة بدأت مطلع الثمانينيات الهجرية (الستينيات الميلادية)، عندما أطلق الملك فيصل في إحدى خطبه «فكرة الترفيه البرئ» في الإذاعة، وكانت الفكرة ــ كما يقول صبيحي ــ «عبارة عن نقلة في تأريخ الإذاعة السعودية، وتغير الحال فقدمنا الكثير مما اعتبر جديدا يومها إذ لم نكن نذيع أي ترفيه أو أغنيات أو منوعات في إذاعتنا، وبدأنا في بث الأغنيات الدينية مثل «ولد الهدى فالكائنات ضياء» لأم كلثوم وأحمد شوقي والسنباطي، ثم العاطفية بدءا من أغنية محمود خان «ورق الشجر».. بعد ذلك كان التطوير الأكبر في اجتماع بين المراقب العام والمدير عباس غزاوي والشيخ جميل الحجيلان الذي عين وزيرا للإعلام لننطلق من جديد في السبعينيات بعد انطلاقة الستينيات».